# شهرستان گلدوین (میشیگان)
شهرستان گلدوین، میشیگان (به انگلیسی: Gladwin County, Michigan) یک سکونتگاه مسکونی در ایالات متحده آمریکا است که در میشیگان واقع شده‌است.